# التريمسة
التريمسة قرية تقع في سهل العشارنة على الضفة اليمنى لنهر العاصي، وتتبع ناحية مركز محردة في منطقة محردة بمحافظة حماة شمال سوريا. في سنة 2009 بلغ عدد سكانها 8103 نسمة.

## التاريخ

### معركة التريمسة
لقيت التريمسة اهتماماً إعلامياً عالمياً بعد أن وقعت فيها معركة التريمسة يوم الخميس 12 يوليو 2012. وفق إحدى روايات المعارضة، حوصرت القرية وقطعت عنها الكهرباء وكافة وسائل الاتصالات وتعرضت لهجوم من قِبل قوات جيش نظام الأسد استخدم فيه المروحيات وقام بقصف القرية بشكل عنيف ومتواصل راح ضحيته 250 شخصاً على الأقل كما صرح بذلك المركز الإعلامي السوري.
في ذات الشأن أكد عضو الهيئة العامة للثورة السورية في حماة باسل درويش في حديث أجراه لقناة العربية أن الكثير من الضحايا لقوا حتفهم ذبحاً بالسكاكين، مؤكداً بذات الصدد أن ثلاث عائلات في القرية ذُبحت بشكل كامل، كما تحدث عن عشرات الجثث المحروقة قرب نهر العاصي في حماة.
المرصد السوري لحقوق الإنسان تحدث عن وجود اشتباكات بين قوات النظام السوري ومقاتلين من الكتائب الثائرة، وقال المرصد أن القوات النظامية كانت تستخدم الدبابات والطائرات الحوامة لإجراء عملياتها.
ووفق رواية السلطات السورية، استنجد أهالي القرية بالجيش وقوات الأمن بعد أن دخلت مجموعات مسلحة القرية في الصباح وبدأت تطلق النار على الناس فقتلت أكثر من 50 شخصاً وتفجر بيوتهم، فاشتبكت القوات الحكومية مع «المجموعات الإرهابية» وقتلت «عدد كبير» من عناصرها وقبضت على العشرات منهم وصادرت كميات كبيرة من الأسلحة بينها رشاشات ومتفجرات وأسلحة إسرائيلية الصنع ووسائل اتصالات فضائية. وأدى الاشتباك إلى مقتل ثلاثة أفراد من قوات الأمن. ولم تقع خسائر بين المدنيين، إلا أن القوات الحكومية عندما فتشت مخابئ المسلحين وجدت فيها عدداً من جثث المواطنين المخطوفين والمقتولين سابقاً. كما عُثر على سيارات مسروقة ولوحات سيارات مزورة وعدد كبير من الوثائق بينها وثائق هوية لأشخاص غير سوريين، وواحدة منها لمواطن تركي.